# Szklana Huta (województwo śląskie)
Szklana Huta (niem. Glashütte) – osada leśna w Polsce położona w województwie śląskim, w powiecie lublinieckim, w gminie Boronów. Obecnie jest to miejscowość niezamieszkana.
W latach 1975–1998 miejscowość administracyjnie należała do województwa częstochowskiego.

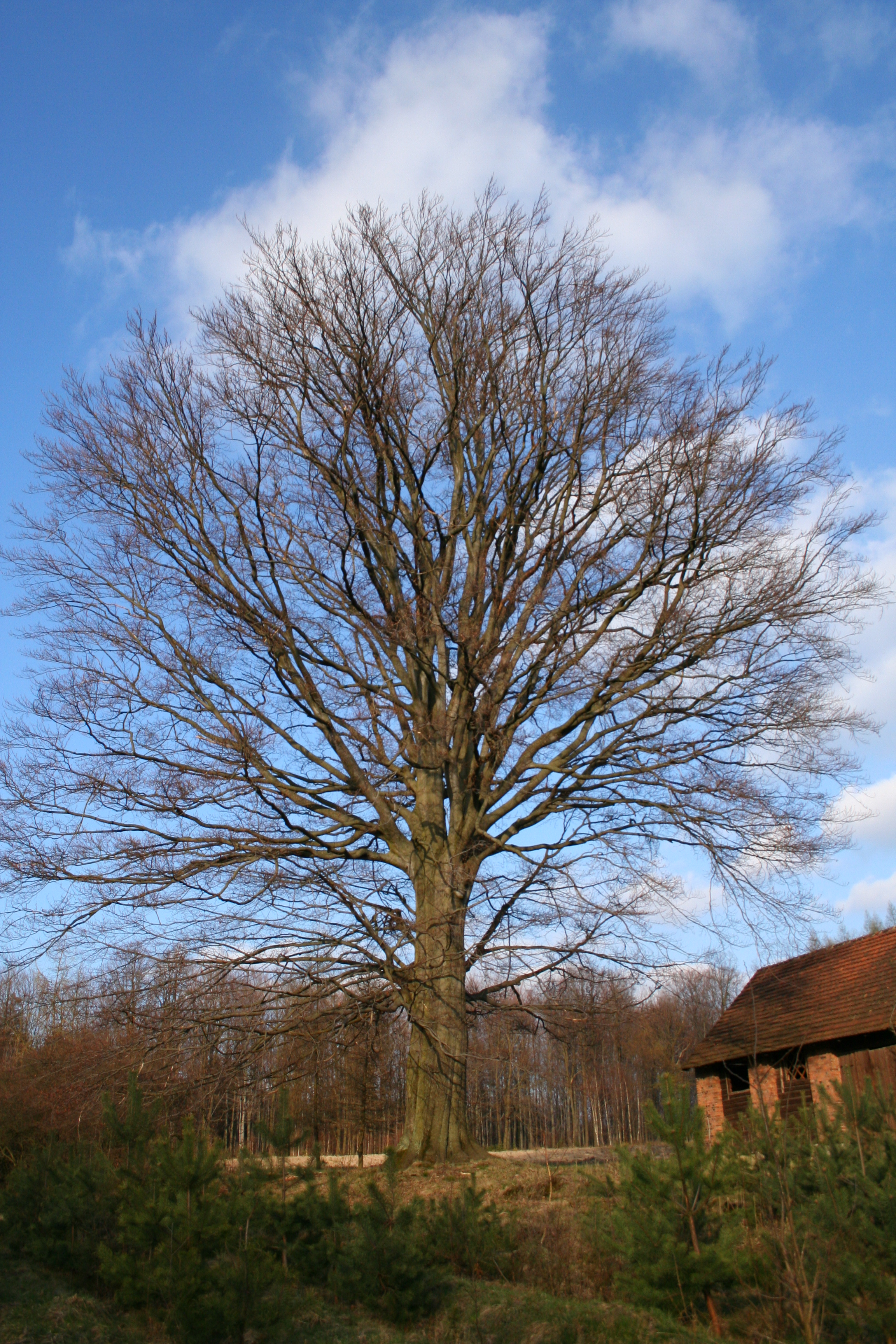
Pomnikowy buk na terenie Szklanej Huty

Miejscowość położona jest na terenie Parku Krajobrazowego "Lasy nad Górną Liswartą", na jej terenie znajduje się rozłożysty, pomnikowy buk zwyczajny, natomiast kilkaset metrów za nią Rezerwat przyrody Rajchowa Góra.
Wcześniej w XVIII wieku osada Szklana Huta miała charakter przemysłowy, znajdowała się na jej terenie huta szkła, założona przez hrabiego Franciszka Karola Kotulińskiego, w której produkowano głównie naczynia. W okresie porozbiorowym zaraz za miejscowością przebiegała granica prusko-rosyjska. Od połowy XIX wieku do końca XX wieku funkcjonowała na tym terenie gajówka.